# Köpenicker Sport Club
Il Köpenicker Sport Club è una società pallavolistica femminile tedesca con sede a Berlino: milita nel campionato di 1. Bundesliga.

## Storia
Il Köpenicker Sport Club viene fondato nel 1991: la prima partecipazione alla 1. Bundesliga avviene nella 1. Bundesligastagione 2005-06. Nelle annate successiva la squadra si posiziona sempre nelle zone medio basse della classifica, talvolta partecipando ai play-off scudetto ma uscendo sempre nelle prime fasi, così come in Coppa di Germania. Al termine della stagione 2014-15 retrocede in 2. Bundesliga, tuttavia nell'annata successiva è nuovamente nel massimo campionato grazie al ripescaggio.

## Rosa 2016-2017
| N° | Nome             | Ruolo | Data di nascita   | Nazionalità sportiva |
| -- | ---------------- | ----- | ----------------- | -------------------- |
| 1  | Nicole Walch     | S     | 5 novembre 1993   | Stati Uniti          |
| 2  | Celin Stöhr      | C     | 22 novembre 1993  | Germania             |
| 5  | Dominice Steffen | S     | 17 dicembre 1987  | Germania             |
| 6  | Luise Klein      | P     | 15 gennaio 1999   | Germania             |
| 7  | Anna Pogany      | L     | 21 luglio 1994    | Germania             |
| 8  | Annalena Grätz   | S     | 22 marzo 1997     | Germania             |
| 9  | Julia Hero       | C     | 20 ottobre 1992   | Germania             |
| 10 | Sarah Wickstrom  | P     | 5 aprile 1993     | Stati Uniti          |
| 11 | Jessica Göpner   | L     | 11 dicembre 1990  | Germania             |
| 12 | Marie Holstein   | S/O   | 15 aprile 1997    | Germania             |
| 15 | Nele Iwohn       | S/O   | 15 settembre 1996 | Germania             |
| 16 | Nuria da Silva   | C     | 26 dicembre 1991  | Portogallo           |
| 17 | Pia Riedel       | S     | 9 settembre 1990  | Germania             |